# Canton d'Épinal-Ouest
Le canton d'Épinal-Ouest était une division administrative française, située dans le département des Vosges et la région Lorraine.

## Composition
| Nom                | Code Insee | Intercommunalité         | Superficie (km2) | Population (dernière pop. légale) | Densité (hab./km2) |
| ------------------ | ---------- | ------------------------ | ---------------- | --------------------------------- | ------------------ |
| Épinal (chef-lieu) | 88160      | CA d'Épinal              | 59,24            | 32 006 (2014)                     | 540                |
| Chantraine         | 88087      | CA d'Épinal              | 6,20             | 3 156 (2014)                      | 509                |
| Chaumousey         | 88098      | CA d'Épinal              | 8,71             | 879 (2014)                        | 101                |
| Darnieulles        | 88126      | CA d'Épinal              | 10,10            | 1 542 (2014)                      | 153                |
| Domèvre-sur-Avière | 88142      | CA d'Épinal              | 9,16             | 383 (2014)                        | 42                 |
| Dommartin-aux-Bois | 88147      | CC de Mirecourt Dompaire | 15,70            | 425 (2014)                        | 27                 |
| Fomerey            | 88174      | CA d'Épinal              | 5,03             | 154 (2014)                        | 31                 |
| Les Forges         | 88178      | CA d'Épinal              | 7,14             | 1 933 (2014)                      | 271                |
| Girancourt         | 88201      | CA d'Épinal              | 17,66            | 900 (2014)                        | 51                 |
| Golbey             | 88209      | CA d'Épinal              | 9,49             | 8 516 (2014)                      | 897                |
| Renauvoid          | 88388      | CA d'Épinal              | 9,36             | 115 (2014)                        | 12                 |
| Sanchey            | 88439      | CA d'Épinal              | 5,51             | 919 (2014)                        | 167                |
| Uxegney            | 88483      | CA d'Épinal              | 8,94             | 2 291 (2014)                      | 256                |

Disparu en 2015.
Seule une fraction de la commune d'Épinal faisait partie de ce canton (13 922 habitants en 2010).

## Histoire
Le canton a été créé le 13 juillet 1973 d'une partition du canton d'Épinal.

## Démographie
| 1975 | 1982 | 1990   | 1999   | 2006   | 2011   | 2012   |
| ---- | ---- | ------ | ------ | ------ | ------ | ------ |
| -    | -    | 32 798 | 33 142 | 33 851 | 34 971 | 34 982 |

## Représentation

### Conseillers généraux de 1973 à 2015
| Période | Période | Identité        | Étiquette | Qualité |
| ------- | ------- | --------------- | --------- | --- |
| 1973    | 1976    | Marcel Hoffer   | UDR       | Technicien en travaux publics Député (1962-1978) Conseiller régional (1974-1978) Ancien conseiller général du canton d'Épinal |
| 1976    | 1982    | Jean Alémani    | PS        | Enseignant à l'AFPA Maire de Golbey (1977-2013) Conseiller régional (1986-1992)                                               |
| 1982    | 1988    | Roland Marchal  | RPR       | Chef de service à l'Équipement Maire de Chantraine (1977-1989)                                                                |
| 1988    | 1994    | Bernard Maffeïs | PS        | Enseignant Premier adjoint (1977-1992) puis Conseiller municipal (1992-1994) de Golbey                                        |
| 1994    | 2015    | Yvon Eugé       | DVD       | Commerçant puis Agent France-Télécom Maire des Forges depuis 1977 , Vice-Président délégué aux routes et infrastructures      |